# Sandro Petraglia
Sandro Petraglia (* 19. April 1947 in Rom) ist ein italienischer Drehbuchautor und Filmkritiker.

## Leben
Der in Rom geborene Sandro Petraglia studierte zunächst Philosophie, bevor er als Filmkritiker in Erscheinung trat. Er veröffentlichte Aufsätze in den Zeitschriften Cinema Sessanta, Rivista del Cinematografo. Sipario und in Goffredo Fofis Ombre Rosse. Zwischen 1974 und 1977 schrieb Petraglia drei Monografien über die Regisseure Pier Paolo Pasolini, Andrej Tarkowski und Nagisa Ōshima. 1978 folgte eine Studie über Werner Herzogs Film Jeder für sich und Gott gegen alle.
Zusammen mit Silvano Agosti, Marco Bellocchio und Stefano Rulli produzierte Petraglia 1975 den Dokumentarfilm Keiner oder alle. Petraglia führte danach noch 1979 bei mehreren Episoden der filmgeschichtlichen Fernsehserie La macchina cinema Regie, konzentrierte sich aber zunehmend auf das Schreiben von Drehbüchern. Seine erste Arbeit war 1977 eine Adaption von Tschechows Die Möwe, bei der Bellocchio Regie führte. In den frühen 1980er Jahren arbeitete Petraglia mit Nanni Moretti zusammen, der 1986 für Die Messe ist aus mit dem Silbernen Bären der Berliner Filmfestspiele ausgezeichnet wurde.
Mitte der 1980er-Jahre begann eine langjährige Zusammenarbeit Petraglias mit Stefano Rulli. Zu ihren bekanntesten Arbeiten für das italienische Fernsehen zählen die Weihnachtsserie Mino – Ein Junge zwischen den Fronten sowie die Thrillerserie Allein gegen die Mafia, für die Petraglia und Rulli die dritte bis siebte Staffel geschrieben hatten. 
Daneben schrieben Petraglia und Rulli die Drehbücher zu zahlreichen Spielfilmen, unter anderem für Marco Risis Für immer Mery (1989) und Il muro di gomma (1991), für Gianni Amelios Gestohlene Kinder (1992) und Francesco Rosis Die Atempause (1997). Ihren bislang größten Erfolg feierten Petraglia und Rulli 2003 mit ihrem Drehbuch zu Marco Tullio Giordanas Epos Die besten Jahre, der die Geschichte einer römischen Familie über vier Jahrzehnte erzählt. Sandro Petraglia und Stefano Rulli erhielten für Die besten Jahre eine Nominierung für den Europäischen Filmpreis.
Petraglia wurde seit 1991 fünfmal mit dem italienischen Filmpreis David di Donatello für das beste Drehbuch ausgezeichnet.

## Filmografie
- 1975: Keiner oder alle (Nessuno o tutti) (Dokumentarfilm, auch Co-Regie)
- 1984: Bianca
- 1985: Die Messe ist aus (La messa e finita)
- 1986: Mino – Ein Junge zwischen den Fronten (Mino) (Fernseh-Miniserie)
- 1987: Julia und Julia (Giulia e Giulia)
- 1987: Süße Ferne (Dolce assenza)
- 1988: Eine Frau (Una vittoria) (Fernsehfilm)
- 1989: Für immer Mery (Mery per sempre)
- 1990: Der lange Weg nach Norden (Pummarò)
- 1991: Der Taschenträger (Il portaborse)
- 1992: Fiorile
- 1992: Gestohlene Kinder (Il ladro di bambini)
- 1994: Schrei nach Hilfe (Michele alla guerra)
- 1994: Cops (Poliziotti)
- 1996: Die stumme Herzogin (Marianna Ucrià)
- 1996: Meine Generation (La mia generazione)
- 1997: Die Atempause (La tregua)
- 1999: Ich möchte so sein wie Du (Più leggero non basta)
- 2003: Die besten Jahre (La meglio gioventù)
- 2004: Die Hausschlüssel (Le chiavi di casa)
- 2005: Romanzo Criminale
- 2007: Mein Bruder ist ein Einzelkind (Mio fratello è figlio unico)
- 2007: La ragazza del lago
- 2009: La prima Linea
- 2010: La nostra vita
- 2013: Sibirische Erziehung (Educazione Siberiana)
- 2015: Suburra – 7 Tage bis zur Apokalypse
- 2022: Der Schatten von Caravaggio (L’ombra di Caravaggio)